# Student (časopis)

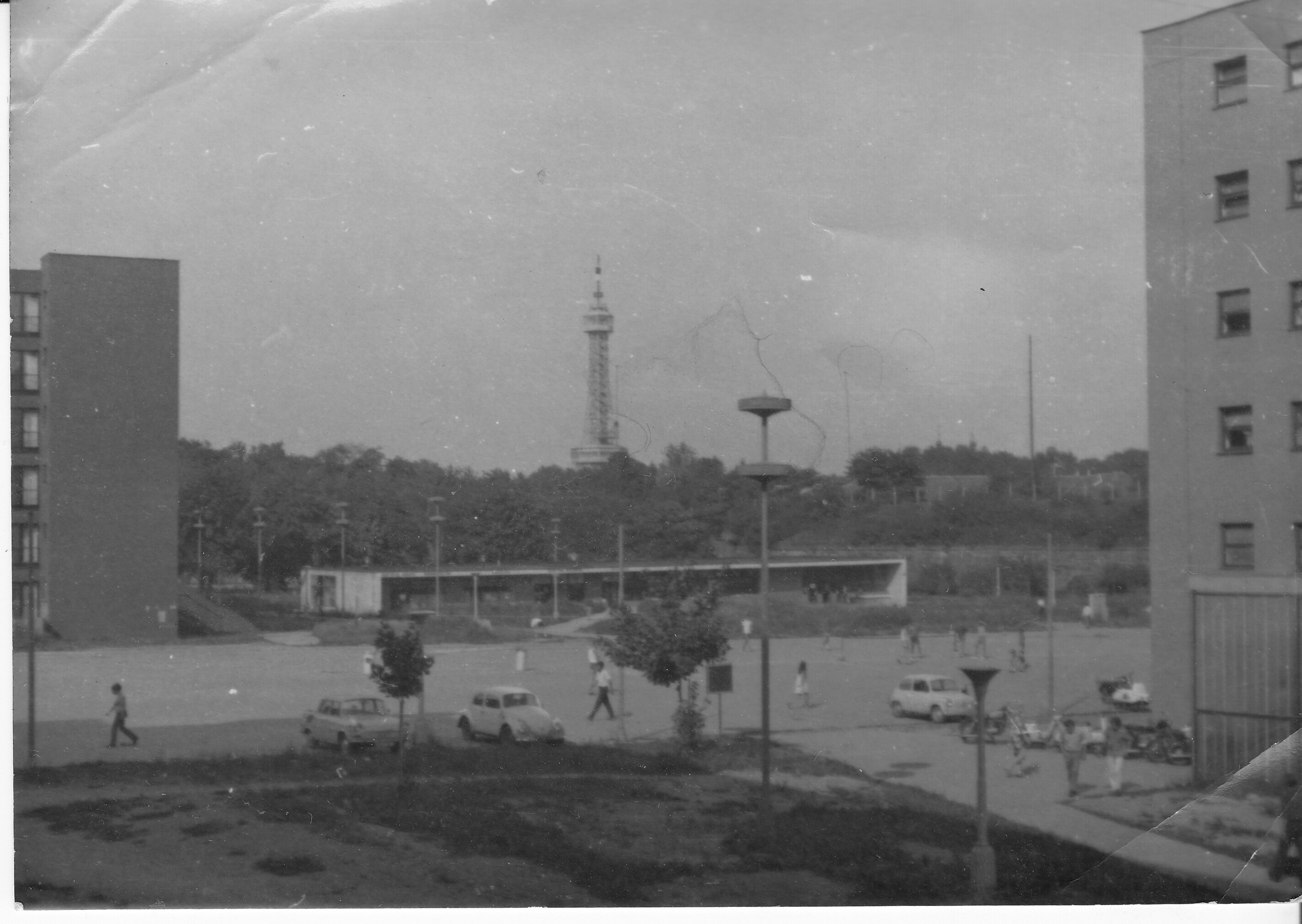
Studentská demonstrace na strahovských kolejích v listopadu 1967 byla předzvěstí Pražského jara a jedním z témat časopisu Student

Časopis Student byl radikální český studentský časopis vycházející od 5. října 1965 do 21. srpna 1968, kdy vyšlo poslední řádné vydání; do října 1968 následovalo ještě pět zvláštních ilegálních vydání.

## Vznik
Časopis vznikl jako týdeník vydávaný Ústředním výborem ČSM, určený vysokoškolské mládeži. Měl přinášet informace o životě vysokoškoláků, činnosti ČSM a Mezinárodního svazu studentstva a další témata týkající se studentského života. Jeho první číslo vyšlo 5. října 1965.

## Redakce
V červenci 1965 bylo oznámeno první složení redakční rady: Václav Král (šéfredaktor, svazácký funkcionář), Karel Šmíd (zástupce šéfredaktora), Pavel Kohn (kultura), Petr Feldstein (* 1943, zahraničí, sport), Vladimír Petřík (vnitropolitická rubrika), Miroslav Klomínek (výtvarný redaktor). Redakce zpočátku sídlila v domě Městského výboru ČSM v Senovážné ulici, na podzim 1967 se přestěhovala na Staroměstské náměstí.
Od roku 1967 nahradil Václava Krále ve funkci šéfredaktora Ivan Krofta  . Od července 1968 do zániku časopisu byl šéfredaktorem Alexej Kusák, pozdější emigrant a spolupracovník StB.

## Charakter časopisu
Původním záměrem komunistických zakladatelů bylo vytvořit časopis zabývající se problematikou vysokoškolské mládeže. V souvislosti s politickým uvolňováním se od roku 1967 časopis postupně radikalizoval, po uvolnění cenzury koncem února 1968 radikalizace výrazně narostla. Zatímco např. tzv. strahovským událostem, kdy studenti vyjádřili demonstrací nespokojenost s poměry na kolejích na Strahově, zastával časopis na konci roku 1967 spíše mírnící stanoviska, v roce 1968 se tématu opakovaně věnoval (včetně rozhovoru se zraněným studentem) a narůstala kritika ČSM.
Časopis upozorňoval na témata, které dříve nemohla být publikována jako byly nezákonnosti 50. let 20. století, upozorňoval např. na nepublikované katolické spisovatele jako Jan Čep, Jakub Deml či Jan Zahradníček. Uveřejnil např. rozhovor s pražským arcibiskupem Františkem Tomáškem či informace o procesu s Alexandrem Ginzburgem. Časopis podpořil i tak ožehavou otázku, jako bylo obnovení sociálně–demokratické strany, která byla násilně sloučena s KSČ v roce 1948. Reportáž na pokračování z návštěvy Svobodné Evropy byla natolik „třaskavým“ materiálem, že po úvodním díle bylo její další vydávání zastaveno a redakce se za něj 24. 7. 1967 omluvila. Student vydal dokonce interview s Pavlem Tigridem, který byl režimem považován za jednoho z největších nepřátel komunistického Československa.
Kresby zde zveřejňovali např. Ivan Steiger, Vladimír Renčín nebo Karel Nepraš, fotografie Taras Kuščynskyj, Dagmar Hochová a další.

## Zánik
K zákazu časopisu nestačilo dojít, sami redaktoři se rozhodli vydávání ukončit. Důvodem bylo podepsání tzv. moskevského protokolu představiteli tehdejšího Československa, znemožňující vydávání svobodného časopisu.
Po vydání posledního oficiálního čísla 34/1968 (datovaného 21. srpna 1968) ještě následovalo pět ilegálních zvláštních vydání, která byla distribuována na pražských ulicích. Tato čísla již vycházela jen na jednom listu, s jednou nebo dvěma stranami anonymních textů, zaměřených na situaci v okupovaném Československu.